# Delegacja Administracyjna
Delegacja Administracyjna – tymczasowy kolegialny sąd administracyjny drugiej instancji powołany przez Radę Stanu Królestwa Polskiego funkcjonujący w latach 1816–1822, powołany do rozpatrywania spraw związanych z dzierżawą dóbr narodowych i skarbowych (głównie w przedmiocie ulg oraz rozliczeń), którego prezesem był Józef Wybicki.